# Ilișești
Ilișești es una comuna ubicada en el distrito de Suceava, Rumania.

## Superficie
Posee una superficie de 33,06 kilómetros cuadrados.

## Demografía
Hasta 2021 la población era de 2839 habitantes, con una densidad de población de 85,87 habitantes por kilómetro cuadrado.